# Hockeyallsvenskan 2010/2011
Hockeyallsvenskan 2010/2011 spelades mellan 14 september 2010 och 12 mars 2011 och bestod av 14 lag. De tre främsta lagen gick direkt till Kvalserien till Elitserien 2011/2012 och lag 4–7 spelade en förkvalsserie om en fjärde plats i kvalserien.  De två sista lagen kvalade till efterföljande års serie tillsammans med fyra lag från Division 1. Den 27 februari 2011 spelades matchen Leksands IF-Mora IK (1–4), utomhus i Leksand inför 17 319 åskådare.

## Deltagande lag

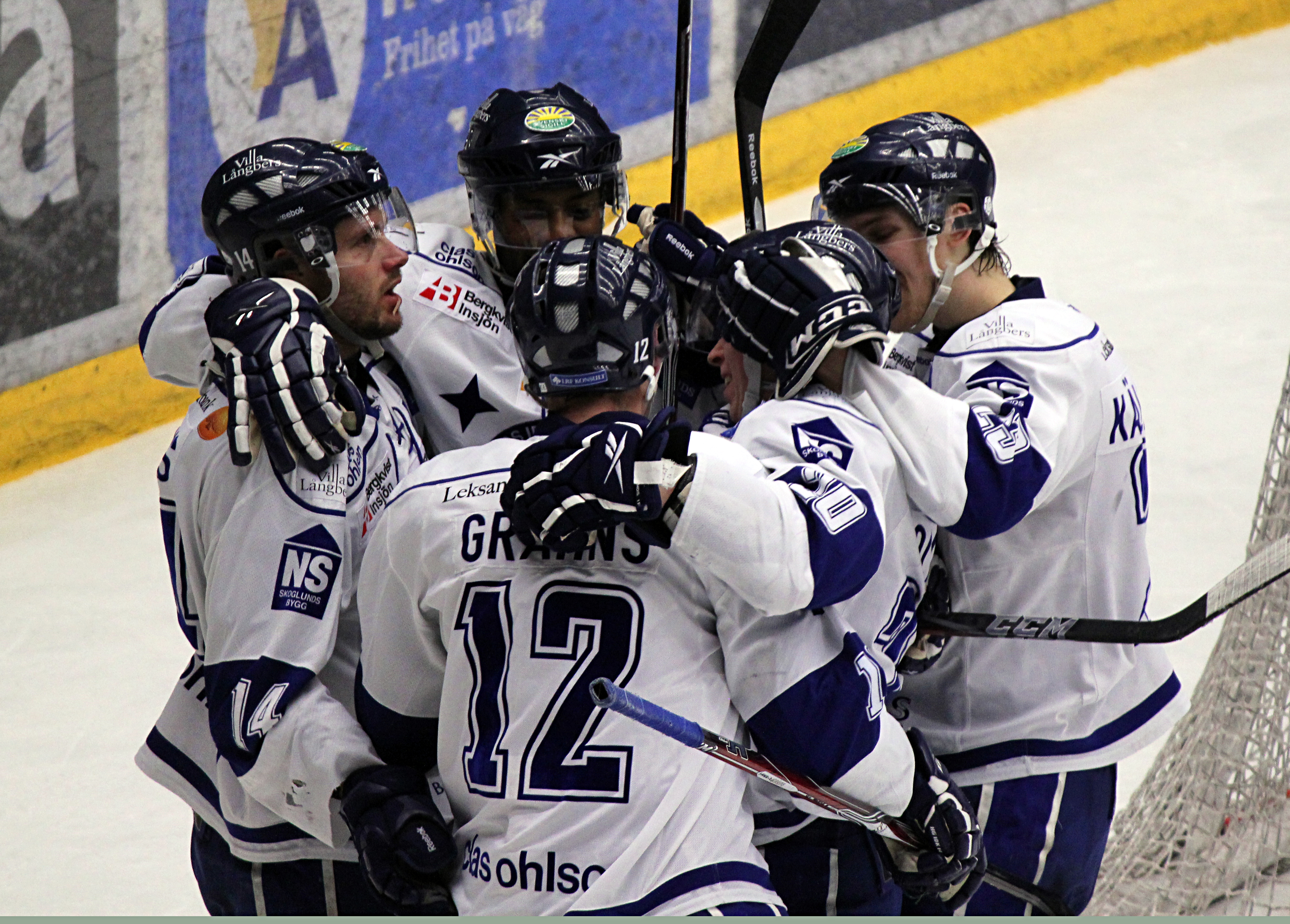
Målkram i matchen Leksands IF–VIK Västerås HK, 29 januari 2011.

| Lag                 | Ort        | Arena             | Plac | 1:a säsong | Sedan     |
| ------------------- | ---------- | ----------------- | ---- | ---------- | --------- |
| Almtuna IS          | Uppsala    | Gränbyhallen      | 4    | 2001/2002  | 2003/2004 |
| Bofors IK           | Karlskoga  | Nobelhallen       | 6    | 1999/2000  | 1999/2000 |
| Borås HC            | Borås      | Borås Ishall      | 9    | 2007/2008  | 2007/2008 |
| IF Sundsvall Hockey | Sundsvall  | Gärdehov          | 13   | 1999/2000  | 1999/2000 |
| IF Troja-Ljungby    | Ljungby    | Sunnerbohov       | 11   | 1999/2000  | 2008/2009 |
| IK Oskarshamn       | Oskarshamn | Arena Oskarshamn  | 14   | 1999/2000  | 1999/2000 |
| Leksands IF         | Leksand    | Tegera Arena      | 1    | 2001/2002  | 2006/2007 |
| Malmö Redhawks      | Malmö      | Malmö Arena       | 5    | 2005/2006  | 2007/2008 |
| Mora IK             | Mora       | FM Mattsson Arena | 7    | 1999/2000  | 2007/2008 |
| Rögle BK            | Ängelholm  | Lindab Arena      | 2    | 1999/2000  | 2010/2011 |
| Tingsryds AIF       | Tingsryd   | Dackehallen       | 1AS  | 1999/2000  | 2010/2011 |
| VIK Västerås HK     | Västerås   | ABB Arena         | 8    | 2002/2003  | 2002/2003 |
| Växjö Lakers HC     | Växjö      | Växjö Ishall      | 3    | 2003/2004  | 2003/2004 |
| Örebro HK           | Örebro     | Behrn Arena       | 10   | 2001/2002  | 2009/2010 |

## Tabell
Lag 1–3 till Kvalserien till Elitserien i ishockey.

Lag 4–7 till Förkvalserien till Kvalserien till Elitserien.

Lag 13–14 till Kvalserien till Hockeyallsvenskan.
| Nr | Lag                 | S  | V  | ÖV | ÖF | F  | GM  | IM  | MS  | P   |
| -- | ------------------- | -- | -- | -- | -- | -- | --- | --- | --- | --- |
| 1  | Växjö Lakers HC     | 52 | 33 | 3  | 2  | 14 | 192 | 129 | +63 | 107 |
| 2  | Rögle BK            | 52 | 26 | 9  | 2  | 15 | 161 | 122 | +39 | 98  |
| 3  | Örebro HK           | 52 | 26 | 7  | 5  | 14 | 177 | 136 | +41 | 97  |
| 4  | Leksands IF         | 52 | 23 | 7  | 7  | 15 | 156 | 129 | +27 | 90  |
| 5  | VIK Västerås HK     | 52 | 26 | 2  | 7  | 17 | 150 | 119 | +31 | 89  |
| 6  | Almtuna IS          | 52 | 21 | 10 | 3  | 18 | 141 | 129 | +12 | 86  |
| 7  | Mora IK             | 52 | 23 | 3  | 9  | 17 | 158 | 153 | +5  | 84  |
| 8  | Malmö Redhawks      | 52 | 21 | 4  | 9  | 18 | 153 | 144 | +9  | 80  |
| 9  | IK Oskarshamn       | 52 | 20 | 6  | 6  | 20 | 150 | 159 | −9  | 78  |
| 10 | Bofors IK           | 52 | 17 | 5  | 7  | 23 | 143 | 156 | −13 | 68  |
| 11 | Borås HC            | 52 | 17 | 6  | 3  | 26 | 150 | 167 | −17 | 66  |
| 12 | IF Sundsvall Hockey | 52 | 11 | 5  | 7  | 29 | 125 | 186 | −61 | 50  |
| 13 | IF Troja-Ljungby    | 52 | 13 | 3  | 5  | 31 | 151 | 218 | −67 | 50  |
| 14 | Tingsryds AIF       | 52 | 10 | 7  | 5  | 30 | 121 | 181 | −60 | 49  |

## Förkvalserien till Kvalserien till Elitserien 2011/2012
Leksands IF, Almtuna IS, Mora IK och VIK Västerås HK kvalificerade sig till förkvalserien. Lagen möts i sex omgångar, varje lag möts två gånger, hemma och borta. Till förkvalserien startar Leksand med fyra placeringspoäng, Västerås får med sig tre placeringspoäng, Almtuna får med sig två placeringspoäng och Mora får med sig en placeringspoäng. Vinnaren av förkvalserien tar en plats i Kvalserien till Elitserien i ishockey 2011. Mora IK kunde redan i den femte omgången säkra en plats till Kvalserien efter en 1–0-vinst hemma mot VIK Västerås HK.

### Förkvalserie
|       | 4 mars 2011 | Mora IK       | 5–1           | Leksands IF   | FM Mattsson Arena                                   |                                                     |
| 19:00 | 19:00       | (2–0,1–0,2–1) | (2–0,1–0,2–1) | (2–0,1–0,2–1) | Publik: 4 053 Domare: Niclas Johansson Marcus Linde | Publik: 4 053 Domare: Niclas Johansson Marcus Linde |
| 19:00 | 19:00       |               |               |               | Publik: 4 053 Domare: Niclas Johansson Marcus Linde | Publik: 4 053 Domare: Niclas Johansson Marcus Linde |
| 19:00 | 19:00       |               |               |               | Publik: 4 053 Domare: Niclas Johansson Marcus Linde | Publik: 4 053 Domare: Niclas Johansson Marcus Linde |
| 19:00 | 19:00       |               |               |               | Publik: 4 053 Domare: Niclas Johansson Marcus Linde | Publik: 4 053 Domare: Niclas Johansson Marcus Linde |
| 19:00 | 19:00       |               |               |               | Publik: 4 053 Domare: Niclas Johansson Marcus Linde | Publik: 4 053 Domare: Niclas Johansson Marcus Linde |
| 19:00 | 19:00       |               |               |               | Publik: 4 053 Domare: Niclas Johansson Marcus Linde | Publik: 4 053 Domare: Niclas Johansson Marcus Linde |

|       | 4 mars 2011 | Almtuna IS            | 3–4 str               | VIK Västerås HK       | Gränbyhallen                                             |                                                          |
| 19:00 | 19:00       | (0–2,1–0,2–1,0–0,0–1) | (0–2,1–0,2–1,0–0,0–1) | (0–2,1–0,2–1,0–0,0–1) | Publik: 1 658 Domare: David Bergman Christoffer Karlsson | Publik: 1 658 Domare: David Bergman Christoffer Karlsson |
| 19:00 | 19:00       |                       |                       |                       | Publik: 1 658 Domare: David Bergman Christoffer Karlsson | Publik: 1 658 Domare: David Bergman Christoffer Karlsson |
| 19:00 | 19:00       |                       |                       |                       | Publik: 1 658 Domare: David Bergman Christoffer Karlsson | Publik: 1 658 Domare: David Bergman Christoffer Karlsson |
| 19:00 | 19:00       |                       |                       |                       | Publik: 1 658 Domare: David Bergman Christoffer Karlsson | Publik: 1 658 Domare: David Bergman Christoffer Karlsson |
| 19:00 | 19:00       |                       |                       |                       | Publik: 1 658 Domare: David Bergman Christoffer Karlsson | Publik: 1 658 Domare: David Bergman Christoffer Karlsson |
| 19:00 | 19:00       |                       |                       |                       | Publik: 1 658 Domare: David Bergman Christoffer Karlsson | Publik: 1 658 Domare: David Bergman Christoffer Karlsson |

|       | 6 mars 2011 | Leksands IF   | 3–1           | Almtuna IS    | Tegera Arena                                       |                                                    |
| 16:00 | 16:00       | (2–1,0–0,1–0) | (2–1,0–0,1–0) | (2–1,0–0,1–0) | Publik: 2 512 Domare: Mikael Andersson Luns Öhlund | Publik: 2 512 Domare: Mikael Andersson Luns Öhlund |
| 16:00 | 16:00       |               |               |               | Publik: 2 512 Domare: Mikael Andersson Luns Öhlund | Publik: 2 512 Domare: Mikael Andersson Luns Öhlund |
| 16:00 | 16:00       |               |               |               | Publik: 2 512 Domare: Mikael Andersson Luns Öhlund | Publik: 2 512 Domare: Mikael Andersson Luns Öhlund |
| 16:00 | 16:00       |               |               |               | Publik: 2 512 Domare: Mikael Andersson Luns Öhlund | Publik: 2 512 Domare: Mikael Andersson Luns Öhlund |
| 16:00 | 16:00       |               |               |               | Publik: 2 512 Domare: Mikael Andersson Luns Öhlund | Publik: 2 512 Domare: Mikael Andersson Luns Öhlund |
| 16:00 | 16:00       |               |               |               | Publik: 2 512 Domare: Mikael Andersson Luns Öhlund | Publik: 2 512 Domare: Mikael Andersson Luns Öhlund |

|       | 6 mars 2011 | VIK Västerås HK | 2–3             | Mora IK         | ABB Arena                                      |                                                |
| 16:00 | 16:00       | ((0–0,0–1,2–2)) | ((0–0,0–1,2–2)) | ((0–0,0–1,2–2)) | Publik: 2 516 Domare: Mikael Holm Marcus Linde | Publik: 2 516 Domare: Mikael Holm Marcus Linde |
| 16:00 | 16:00       |                 |                 |                 | Publik: 2 516 Domare: Mikael Holm Marcus Linde | Publik: 2 516 Domare: Mikael Holm Marcus Linde |
| 16:00 | 16:00       |                 |                 |                 | Publik: 2 516 Domare: Mikael Holm Marcus Linde | Publik: 2 516 Domare: Mikael Holm Marcus Linde |
| 16:00 | 16:00       |                 |                 |                 | Publik: 2 516 Domare: Mikael Holm Marcus Linde | Publik: 2 516 Domare: Mikael Holm Marcus Linde |
| 16:00 | 16:00       |                 |                 |                 | Publik: 2 516 Domare: Mikael Holm Marcus Linde | Publik: 2 516 Domare: Mikael Holm Marcus Linde |
| 16:00 | 16:00       |                 |                 |                 | Publik: 2 516 Domare: Mikael Holm Marcus Linde | Publik: 2 516 Domare: Mikael Holm Marcus Linde |

|       | 7 mars 2011 | VIK Västerås HK           | 2–3 str                   | Leksands IF               | ABB Arena                                        |                                                  |
| 19:00 | 19:00       | (1–1, 1–0, 0–1, 0–0, 0–1) | (1–1, 1–0, 0–1, 0–0, 0–1) | (1–1, 1–0, 0–1, 0–0, 0–1) | Publik: 3 629 Domare: David Bergman Tobias Björk | Publik: 3 629 Domare: David Bergman Tobias Björk |
| 19:00 | 19:00       |                           |                           |                           | Publik: 3 629 Domare: David Bergman Tobias Björk | Publik: 3 629 Domare: David Bergman Tobias Björk |
| 19:00 | 19:00       |                           |                           |                           | Publik: 3 629 Domare: David Bergman Tobias Björk | Publik: 3 629 Domare: David Bergman Tobias Björk |
| 19:00 | 19:00       |                           |                           |                           | Publik: 3 629 Domare: David Bergman Tobias Björk | Publik: 3 629 Domare: David Bergman Tobias Björk |
| 19:00 | 19:00       |                           |                           |                           | Publik: 3 629 Domare: David Bergman Tobias Björk | Publik: 3 629 Domare: David Bergman Tobias Björk |
| 19:00 | 19:00       |                           |                           |                           | Publik: 3 629 Domare: David Bergman Tobias Björk | Publik: 3 629 Domare: David Bergman Tobias Björk |

|       | 7 mars 2011 | Almtuna IS      | 2–4             | Mora IK         | Gränbyhallen                                        |                                                     |
| 19:00 | 19:00       | (0–1, 1–1, 1–2) | (0–1, 1–1, 1–2) | (0–1, 1–1, 1–2) | Publik: 1 526 Domare: Thomas Forsström Linus Öhlund | Publik: 1 526 Domare: Thomas Forsström Linus Öhlund |
| 19:00 | 19:00       |                 |                 |                 | Publik: 1 526 Domare: Thomas Forsström Linus Öhlund | Publik: 1 526 Domare: Thomas Forsström Linus Öhlund |
| 19:00 | 19:00       |                 |                 |                 | Publik: 1 526 Domare: Thomas Forsström Linus Öhlund | Publik: 1 526 Domare: Thomas Forsström Linus Öhlund |
| 19:00 | 19:00       |                 |                 |                 | Publik: 1 526 Domare: Thomas Forsström Linus Öhlund | Publik: 1 526 Domare: Thomas Forsström Linus Öhlund |
| 19:00 | 19:00       |                 |                 |                 | Publik: 1 526 Domare: Thomas Forsström Linus Öhlund | Publik: 1 526 Domare: Thomas Forsström Linus Öhlund |
| 19:00 | 19:00       |                 |                 |                 | Publik: 1 526 Domare: Thomas Forsström Linus Öhlund | Publik: 1 526 Domare: Thomas Forsström Linus Öhlund |

|       | 9 mars 2011 | Leksands IF     | 1–2             | VIK Västerås HK | Tegera Arena                                       |                                                    |
| 19:00 | 19:00       | (0–1, 1–0, 0–1) | (0–1, 1–0, 0–1) | (0–1, 1–0, 0–1) | Publik: 2 778 Domare: Mikael Sjöqvist Marcus Linde | Publik: 2 778 Domare: Mikael Sjöqvist Marcus Linde |
| 19:00 | 19:00       |                 |                 |                 | Publik: 2 778 Domare: Mikael Sjöqvist Marcus Linde | Publik: 2 778 Domare: Mikael Sjöqvist Marcus Linde |
| 19:00 | 19:00       |                 |                 |                 | Publik: 2 778 Domare: Mikael Sjöqvist Marcus Linde | Publik: 2 778 Domare: Mikael Sjöqvist Marcus Linde |
| 19:00 | 19:00       |                 |                 |                 | Publik: 2 778 Domare: Mikael Sjöqvist Marcus Linde | Publik: 2 778 Domare: Mikael Sjöqvist Marcus Linde |
| 19:00 | 19:00       |                 |                 |                 | Publik: 2 778 Domare: Mikael Sjöqvist Marcus Linde | Publik: 2 778 Domare: Mikael Sjöqvist Marcus Linde |
| 19:00 | 19:00       |                 |                 |                 | Publik: 2 778 Domare: Mikael Sjöqvist Marcus Linde | Publik: 2 778 Domare: Mikael Sjöqvist Marcus Linde |

|       | 9 mars 2011 | Mora IK         | 5–2             | Almtuna IS      | FM Mattsson Arena                                  |                                                    |
| 19:00 | 19:00       | (0–1, 4–1, 1–0) | (0–1, 4–1, 1–0) | (0–1, 4–1, 1–0) | Publik: 2 396 Domare: Niclas Johansson Mikael Holm | Publik: 2 396 Domare: Niclas Johansson Mikael Holm |
| 19:00 | 19:00       |                 |                 |                 | Publik: 2 396 Domare: Niclas Johansson Mikael Holm | Publik: 2 396 Domare: Niclas Johansson Mikael Holm |
| 19:00 | 19:00       |                 |                 |                 | Publik: 2 396 Domare: Niclas Johansson Mikael Holm | Publik: 2 396 Domare: Niclas Johansson Mikael Holm |
| 19:00 | 19:00       |                 |                 |                 | Publik: 2 396 Domare: Niclas Johansson Mikael Holm | Publik: 2 396 Domare: Niclas Johansson Mikael Holm |
| 19:00 | 19:00       |                 |                 |                 | Publik: 2 396 Domare: Niclas Johansson Mikael Holm | Publik: 2 396 Domare: Niclas Johansson Mikael Holm |
| 19:00 | 19:00       |                 |                 |                 | Publik: 2 396 Domare: Niclas Johansson Mikael Holm | Publik: 2 396 Domare: Niclas Johansson Mikael Holm |

|       | 11 mars 2011 | Almtuna IS      | 1–2             | Leksands IF     | Gränbyhallen                                        |                                                     |
| 19:00 | 19:00        | (1–1, 0–0, 0–1) | (1–1, 0–0, 0–1) | (1–1, 0–0, 0–1) | Publik: 1 643 Domare: Niclas Johansson Marcus Linde | Publik: 1 643 Domare: Niclas Johansson Marcus Linde |
| 19:00 | 19:00        |                 |                 |                 | Publik: 1 643 Domare: Niclas Johansson Marcus Linde | Publik: 1 643 Domare: Niclas Johansson Marcus Linde |
| 19:00 | 19:00        |                 |                 |                 | Publik: 1 643 Domare: Niclas Johansson Marcus Linde | Publik: 1 643 Domare: Niclas Johansson Marcus Linde |
| 19:00 | 19:00        |                 |                 |                 | Publik: 1 643 Domare: Niclas Johansson Marcus Linde | Publik: 1 643 Domare: Niclas Johansson Marcus Linde |
| 19:00 | 19:00        |                 |                 |                 | Publik: 1 643 Domare: Niclas Johansson Marcus Linde | Publik: 1 643 Domare: Niclas Johansson Marcus Linde |
| 19:00 | 19:00        |                 |                 |                 | Publik: 1 643 Domare: Niclas Johansson Marcus Linde | Publik: 1 643 Domare: Niclas Johansson Marcus Linde |

|       | 11 mars 2011 | Mora IK         | 1–0             | VIK Västerås HK | FM Mattsson Arena                               |                                                 |
| 19:00 | 19:00        | (0–0, 0–0, 1–0) | (0–0, 0–0, 1–0) | (0–0, 0–0, 1–0) | Publik: 3 273 Domare: David Bergman Mikael Holm | Publik: 3 273 Domare: David Bergman Mikael Holm |
| 19:00 | 19:00        |                 |                 |                 | Publik: 3 273 Domare: David Bergman Mikael Holm | Publik: 3 273 Domare: David Bergman Mikael Holm |
| 19:00 | 19:00        |                 |                 |                 | Publik: 3 273 Domare: David Bergman Mikael Holm | Publik: 3 273 Domare: David Bergman Mikael Holm |
| 19:00 | 19:00        |                 |                 |                 | Publik: 3 273 Domare: David Bergman Mikael Holm | Publik: 3 273 Domare: David Bergman Mikael Holm |
| 19:00 | 19:00        |                 |                 |                 | Publik: 3 273 Domare: David Bergman Mikael Holm | Publik: 3 273 Domare: David Bergman Mikael Holm |
| 19:00 | 19:00        |                 |                 |                 | Publik: 3 273 Domare: David Bergman Mikael Holm | Publik: 3 273 Domare: David Bergman Mikael Holm |

|       | 12 mars 2011 | Leksands IF     | 2–5             | Mora IK         | Tegera Arena                                    |                                                 |
| 16:00 | 16:00        | (0–1, 2–3, 0–1) | (0–1, 2–3, 0–1) | (0–1, 2–3, 0–1) | Publik: 2 047 Domare: Tobias Björk Marcus Linde | Publik: 2 047 Domare: Tobias Björk Marcus Linde |
| 16:00 | 16:00        |                 |                 |                 | Publik: 2 047 Domare: Tobias Björk Marcus Linde | Publik: 2 047 Domare: Tobias Björk Marcus Linde |
| 16:00 | 16:00        |                 |                 |                 | Publik: 2 047 Domare: Tobias Björk Marcus Linde | Publik: 2 047 Domare: Tobias Björk Marcus Linde |
| 16:00 | 16:00        |                 |                 |                 | Publik: 2 047 Domare: Tobias Björk Marcus Linde | Publik: 2 047 Domare: Tobias Björk Marcus Linde |
| 16:00 | 16:00        |                 |                 |                 | Publik: 2 047 Domare: Tobias Björk Marcus Linde | Publik: 2 047 Domare: Tobias Björk Marcus Linde |
| 16:00 | 16:00        |                 |                 |                 | Publik: 2 047 Domare: Tobias Björk Marcus Linde | Publik: 2 047 Domare: Tobias Björk Marcus Linde |

|       | 12 mars 2011 | VIK Västerås HK | 4–2             | Almtuna IS      | ABB Arena                                         |                                                   |
| 16:00 | 16:00        | (1–1, 1–1, 2–0) | (1–1, 1–1, 2–0) | (1–1, 1–1, 2–0) | Publik: 787 Domare: Niclas Johansson Linus Öhlund | Publik: 787 Domare: Niclas Johansson Linus Öhlund |
| 16:00 | 16:00        |                 |                 |                 | Publik: 787 Domare: Niclas Johansson Linus Öhlund | Publik: 787 Domare: Niclas Johansson Linus Öhlund |
| 16:00 | 16:00        |                 |                 |                 | Publik: 787 Domare: Niclas Johansson Linus Öhlund | Publik: 787 Domare: Niclas Johansson Linus Öhlund |
| 16:00 | 16:00        |                 |                 |                 | Publik: 787 Domare: Niclas Johansson Linus Öhlund | Publik: 787 Domare: Niclas Johansson Linus Öhlund |
| 16:00 | 16:00        |                 |                 |                 | Publik: 787 Domare: Niclas Johansson Linus Öhlund | Publik: 787 Domare: Niclas Johansson Linus Öhlund |
| 16:00 | 16:00        |                 |                 |                 | Publik: 787 Domare: Niclas Johansson Linus Öhlund | Publik: 787 Domare: Niclas Johansson Linus Öhlund |

### Tabell
Vinnande lag går vidare till Kvalserien till Elitserien.

Lag 2–4 har spelat klart för säsongen, men är kvalificerade för Hockeyallsvenskan även nästa säsong.
| Nr | Lag             | S | V | ÖV | ÖF | F | GM | IM | MS  | P  |
| -- | --------------- | - | - | -- | -- | - | -- | -- | --- | -- |
| 1  | Mora IK         | 6 | 6 | 0  | 0  | 0 | 23 | 9  | +14 | 19 |
| 2  | VIK Västerås HK | 6 | 2 | 1  | 1  | 2 | 14 | 13 | +1  | 12 |
| 3  | Leksands IF     | 6 | 2 | 1  | 0  | 3 | 12 | 16 | −4  | 12 |
| 4  | Almtuna IS      | 6 | 0 | 0  | 1  | 5 | 11 | 22 | −11 | 3  |

Statistiken är hämtad från Svenska Ishockeyförbundet.

## Kvalserien till Hockeyallsvenskan

### Poängtabell
| Nr | Lag              | S  | V | ÖV | ÖF | F | GM | IM | MS  | P  |
| -- | ---------------- | -- | - | -- | -- | - | -- | -- | --- | -- |
| 1  | IF Troja/Ljungby | 10 | 7 | 1  | 0  | 2 | 37 | 23 | +14 | 23 |
| 2  | Tingsryds AIF    | 10 | 5 | 1  | 2  | 2 | 34 | 24 | +10 | 19 |
| 3  | Karlskrona HK    | 10 | 5 | 1  | 1  | 3 | 24 | 18 | +6  | 18 |
| 4  | Huddinge IK      | 10 | 5 | 1  | 0  | 4 | 38 | 26 | +12 | 17 |
| 5  | Asplöven HC      | 10 | 1 | 1  | 2  | 6 | 24 | 53 | −29 | 7  |
| 6  | HC Vita Hästen   | 10 | 1 | 1  | 1  | 7 | 27 | 40 | −13 | 6  |

Troja och Tingsryd försvarade sina platser i Hockeyallsvenskan.

### Resultattabell
| Hemma \ Borta    | ASP | VIT | HUD | TRO | KAR | TIN |
| Asplöven HC      | —   | 5–4 | 2–9 | 4–5 | 1–4 | 0–2 |
| HC Vita Hästen   | 9–0 | —   | 2–5 | 3–5 | 3–2 | 2–6 |
| Huddinge IK      | 4–5 | 6–1 | —   | 2–4 | 3–1 | 0–4 |
| IF Troja/Ljungby | 6–1 | 4–1 | 3–2 | —   | 4–1 | 1–4 |
| Karlskrona HK    | 4–1 | 4–0 | 0–2 | 3–1 | —   | 2–1 |
| Tingsryds AIF    | 6–5 | 3–2 | 4–5 | 2–4 | 2–3 | —   |

## Arenor
| Anläggningar för Hockeyallsvenskan 2010/2011 | Anläggningar för Hockeyallsvenskan 2010/2011 | Anläggningar för Hockeyallsvenskan 2010/2011 | Anläggningar för Hockeyallsvenskan 2010/2011 | Anläggningar för Hockeyallsvenskan 2010/2011 | Anläggningar för Hockeyallsvenskan 2010/2011   | Anläggningar för Hockeyallsvenskan 2010/2011  |
| Almtuna IS                                   | Bofors IK                                    | Borås HC                                     | Leksands IF                                  | Malmö Redhawks                               | Mora IK                                        | IK Oskarshamn                                 |
| -------------------------------------------- | -------------------------------------------- | -------------------------------------------- | -------------------------------------------- | -------------------------------------------- | ---------------------------------------------- | --------------------------------------------- |
| Gränby ishallar Kapacitet: 2 562 Byggd: 1974 | Nobelhallen Kapacitet: 6 300 Byggd: 1972     | Borås Ishall Kapacitet: 3 949 Byggd: 1972    | Tegera Arena Kapacitet: 7 650 Byggd: 2004    | Malmö Arena Kapacitet: 13 700 Byggd: 2008    | FM Mattsson Arena Kapacitet: 4 500 Byggd: 1967 | Arena Oskarshamn Kapacitet: 3 424 Byggd: 1974 |
|                                              |                                              |                                              |                                              |                                              |                                                |                                               |
| Rögle BK                                     | IF Sundsvall                                 | Tingsryds AIF                                | IF Troja-Ljungby                             | Västerås Hockey                              | Växjö Lakers                                   | Örebro HK                                     |
| Lindab Arena Kapacitet: 5 150 Byggd: 2008    | Gärdehov Kapacitet: 2 500 Byggd: 1966        | Dackehallen Kapacitet: 3 650 Byggd: 1969     | Sunnerbohov Kapacitet: 3 700 Byggd: ????     | ABB Arena Nord Kapacitet: 5 800 Byggd: 2007  | Vida Arena Kapacitet: 5 700 Byggd: 2011        | Behrn Arena Kapacitet: 5 800 Byggd: 1960      |
|                                              |                                              |                                              |                                              |                                              |                                                |                                               |